# Петербургу бути пусту

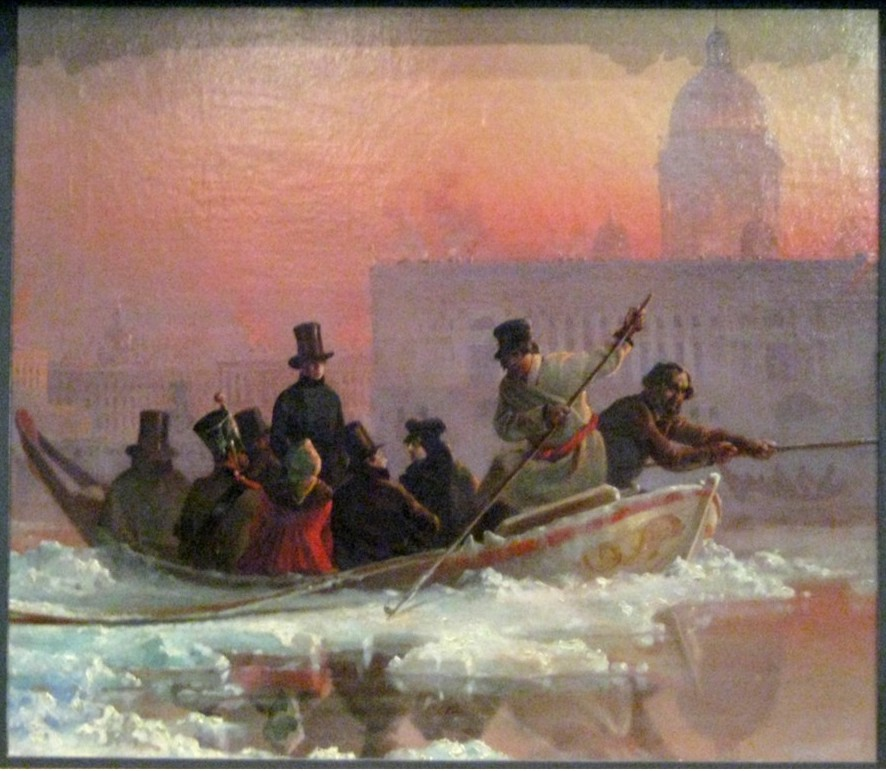
А. М. Дорогов, «Переправа через Неву», 1-я половина XIX століття

«Петербургу бути пусту» (Петербургу бути пусту) — пророцтво (закляття) про загибель нової столиці, ніби сказане царицею Євдокією Лопухіно перед насильною відправкою її в монастир — «Місцю сему бути пусту!». Перші пророкування загибелі Петербурга були зафіксовані ще при Петрові I в формі заклять, і в їх число входить і це.

Про «пророкування» Євдокії відомо, зокрема, з показань її сина царевича Олексія під слідством (від 8 лютого 1718 року).

«Не дохав Либоу, зустрілися мені царівна Марія Олексіївна, і взявши мене до себе в карету, з багатьох розмов, дійшла мова до матері моєї. (…) І я мовив: „Жива ль вона, чи ні?“. І вона сказала: „Жива-де; і-де одкровення їй самій і іншим, що твій батько візьме її до себе. і діти будуть; а таким де чином: що твій батько буде хвора і під час хвороби його буде некакое сум'яття, і приїде-де батько в Троїцький монастир на Сергієву пам'ять, і тут мати твоя буде ж, і батько исцелеет від хвороби, і візьме її до себе і сум'яття утишится“. (…) Де ще казала, що Питербурх не встоїть за нами: „Бути-де йому пусту; багато-де про се говорять“».

Це було процитовано С. М. Соловйовим в його «Історії Росії з найдавніших часів». М. В. Семевського відносить до 1722 році чутки про зловісні знамення в Петербурзькому Троїцькому соборі, що виникли серед духовенства і швидко охопили все місто, зокрема, «Петербургу бути пусту!». Диякон від Трійці, який першим розніс чутку про що загрожує запустінні Петербурга, був засуджений на три роки каторги.

## В літературі
- Анна Ахматова

«Поема без героя» (уривок)
«І царицею Авдотьей заклятий, Достоєвський і біснуватий
Місто в свій йшов туман …»

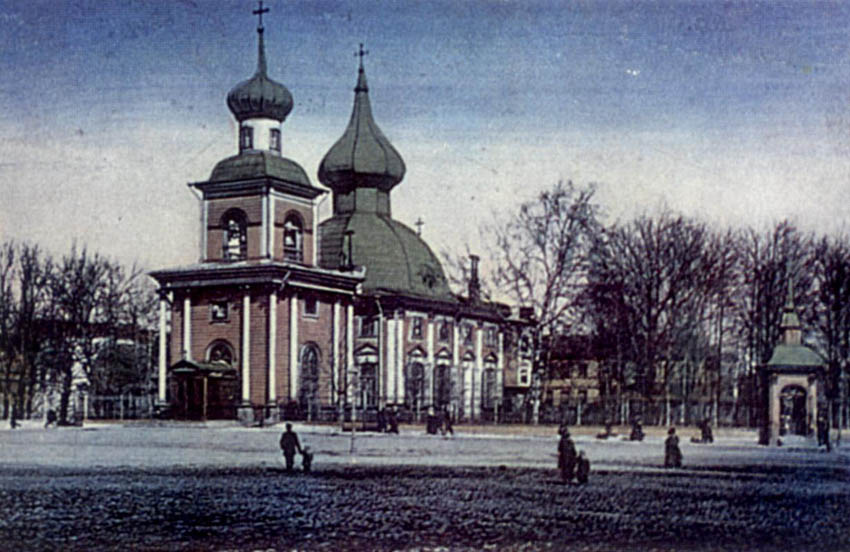
Що фігурує в легенді Троїцька церква згоріла вщент в 1913 році. (Дореволюційний знімок)

- Дмитро Мережковський. Есе «Петербургу бути пусту». У романі «Петро і Олексій»: «Попомни мене! — вигукнула Марія пророчо. — Питербурх не довго за нами буде. Бути йому пусту! (…) Бути пусту, бути пусту! До чорта в болото провалиться! Як виріс, так і згине, гриб поганий. І місці його не знайдуть, окаянного!». У романі «Олександр I»: «Старики звіщають, — на Петербурзькій стороні, у Трійці, вільха росла висока, і тут така вода була, років за десять до побудови міста, що вільху з верхушкою залило, і було тоді провіщення: як друга-де вода така ж буде, то Санкт-Петербургу кінець, і місцю цьому бути пусту. А государ імператор Петро Олексійович, як сведали про те, вільху зрубати веліли, а людей прорицающих стратити без милості. Але тільки слово справді, за Писанням: не увидеша, дондеже {До тих пір, поки (церковнослов.).} прийшла вода і взято вся…»
- Олексій Толстой. У «Ходінні по муках»: «Ще за часів Петра Першого дячок із Троїцької церкви, що і зараз стоїть біля Троїцького мосту, спускаючись з дзвіниці, пітьмі, побачив страховину — худу бабу і простоволосую, — сильно злякався і потім кричав у шинку: „Петербургу, мовляв, бути пусту“, через що був схоплений, пытан в Таємній канцелярії і біт батогом нещадно». В «День Петра»: « — Ваша величність, справа паламаря Гультяєва, що в минулому місяці у Трійці на дзвіниці страховину бачив і говорив: „Питербурху бути пусту“, розібрано, всі свідки допитані, залишається вашій величності резолюцію покласти. — Знаю, пам'ятаю, — відповів Петро, пускаючи клуб диму. — Гультяєва, дурних слів щоб не балакав, бити батогом і на каторгу на рік».
- Максиміліан Волошин: «…згідно з давнім закляттям останньої московської цариці: „Питербурху бути пусту!“».
- Цитує Булгаков в «Під п'ятою» (щоденник)
- Н. Ст. Устрялов. «Доля Петербурга» (1918)
- А. А. Татищев. «Землі і люди: У гущавині переселенського руху (1906—1921)» (1928)
- Андрій Лазарчук, Михайло Успенський. «Подивися в очі чудовиськ» (1996)

## См. також
- Лондонський камінь